# Promise This
«Promise This» (En español : Promételo) es una canción del segundo álbum en solitario "Messy Little Raindrops" de la cantante inglesa Cheryl Cole. El sencillo fue lanzado en Reino Unido e Irlanda el 24 de octubre de 2010. La canción de Cheryl Cole hace referencia a sus sentimientos en relaciones pasadas, además de contener en el estribillo palabras en francés como: Alouette, uette, uette ... Déployer l'aile... (Español: Ave... despliega las alas). La canción fue presentada por primera vez en vivo en un capítulo de The X Factor. Desde aquel momento la canción ha sido un éxito para Cheryl Cole tanto en Inglaterra como en Europa.

## Video musical

### Antecedentes y sinopsis
El video de Promise This fue dirigido por Sophie Muller y su coreografía dirigida por Fatima Robinson, el video apareció por primera vez en un canal de Reino Unido llamado ITV2. Además se encuentra en Youtube, el video comienza con Cheryl abriendo una puerta en la oscuridad, haciendo mención a la letra que menciona que "en el comienzo no existía nada". Luego la misma escena, pero esta vez será su hombre quien abra la puerta; entonces empieza una serie de tomas en aquella habitación. Luego se ve a Cheryl Cole en una especie de bosques otoñales bailando con cuatro bailarines. Terminada esa escena aparece con un vestido beige con zapatos de ballet en el mismo escenario. Se repite la misma coreografía para aparecer con un vestido rojo anaranjado elegante con una escena romántica. El video termina con Cheryl en el aire abriendo paso a una despedida.

### Recepción y críticas
El video ha recibido buenas críticas de parte de sus fanes y el mundo musical, en un noticiario de ITN se dijo que: "Cheryl aparecía más sexy que nunca". Por otro lado, un diario publicó: "El video es bueno y convincente, pero no logra lo que pocas artistan llevan; no es como para ponerlo un día que estás con tu familia".

## Versiones
Adele realizó una versión de esta canción en modo acústico.